# María Clara del Niño Jesús
Libania do Carmo Galvão Meixa De Moura Telles e Albuquerque llamada Beata María Clara del Niño Jesús (Amadora, Lisboa 15 de junio de 1843  †  1 de diciembre de 1899, Queijas, Lisboa) religiosa portuguesa fundadora de la congregación de las Hermanas Hospitalarias de los Pobres por el Amor de Dios. Fue beatificada el 21 de mayo de 2011, por el Card. Angelo Amato, prefecto de la Congregación para las Causas de los Santos.

## Biografía

### Vida
Libania do Carmo Galvao Mexia De Morua Telles e Albuquerque, nació en Amadora (cerca de Lisboa), en el Palacio de la Quinta del Bosque el 15 de junio de 1843. Sus padres Nuno Tomás de Mascareñas y Galvao Mexía de Moura Telles y Albuquerque y doña María Purificación de Sá Carneiro Duarte Ferreira, cristianos. Fue la tercera de los hijos procreados por sus padres. Fue recibida en el Asilo Real de Ajuda a los 14 años después de la muerte de su mamá; después de expulsar de Portugal a las Religiosas que la habían acogido, fue recibida en la residencia de sus parientes los marqueses de Valada.
Viviendo en casa de los marqueses de Valada fue inducida en el ambiente social y político de sus parientes; según sus biógrafos este ambiente no le llenaba del todo y empezó a sentir los primeros llamados a la vocación religiosa. Al cumplir los 25 años se dedicó a tiempo completo a servir en el Pensionado de San Patricio, contribuyendo en las funciones concernientes a la educación de la juventud y ayudar a las religiosas de Capuchinas de Nuestra Señora de la Concepción. Libania entró a la vida religiosa tomando el nombre de María Clara del Niño Jesús. Por la persecución religiosa que vivía la Iglesia católica de Portugal en ese tiempo, la enviaron a Francia con el objetivo de terminar su noviciado.

### Fundadora
El Padre Raimundo dos Santos que había fundado la congregación, fundó de igual modo un colegio, anexándolo al de Nuestra Señora de la Rosa, este estaba destinado a la educación de los hijos de las familias adineradas. En ese centro educacional se conocieron el Padre Raimundo y Libania. Tras la muerte del fundador el Rey don Pedro V, funda el Colegio Asilo Real, para custodiar a las hijas de la nobleza que habían quedado huérfanas (incluida Libania).
Al no tener aprobación por la Santa Sede la anterior congregación religiosa el P. Raimundo inicia una nueva fundación con el objetivo que la apruebe la Sede Apostólica, esta congregación debía responder -según él- a las necesidades del momento. La Santa Sede aprobó la Congregación de las Hermanas Franciscanas Hospitalarias y Maestras. El P. Raimundo envió dos grupos a hacer los estudios religiosos a Francia. El primer grupo de hermanas no dio los resultados esperados, mientras que el segundo grupo -en el que incluía a María Clara- dio resultados positivos. Hicieron votos tres hermanas el 14 de abril de 1871, regresando María Clara a Portugal como la superiora local. En mayo de 1871, se unen las Hermanas Franciscanas Hospitalarias y Maestras con las Capuchinas de Nuestra Señora de la Concepción, para formar a las Hermanas Hospitalarias de los Pobres por el Amor de Dios. En su papel como superiora fundó varias casas de acogida a los más necesitados de su tiempo.

## Muerte
María Clara falleció el 1 de diciembre de 1899, en Lisboa. Sus restos fueron custodiados en la capilla de la Curia General Linda-a-Pastora, Queijas (Lisboa).

### Proceso de beatificación y canonización
En 1997 fue introducida la causa a la Congregación para las Causas de los Santos en Roma. En 2003 se clausuró la fase romana y en 2004 se aprobó el milagro de sanación de un supuesto milagro atribuido a la candidata. El Papa Benedicto XVI, firmó el decreto de reconocimiento de las "virtudes heroicas" de la postulante a la beatificación, reconociéndola como Venerable. Fue beatificada el 21 de mayo de 2011 en Lisboa, por el Card. Angelo Amato, prefecto de la Congregación para las Causas de los Santos.